# Bulle-enveloppe
 (septembre 2008).

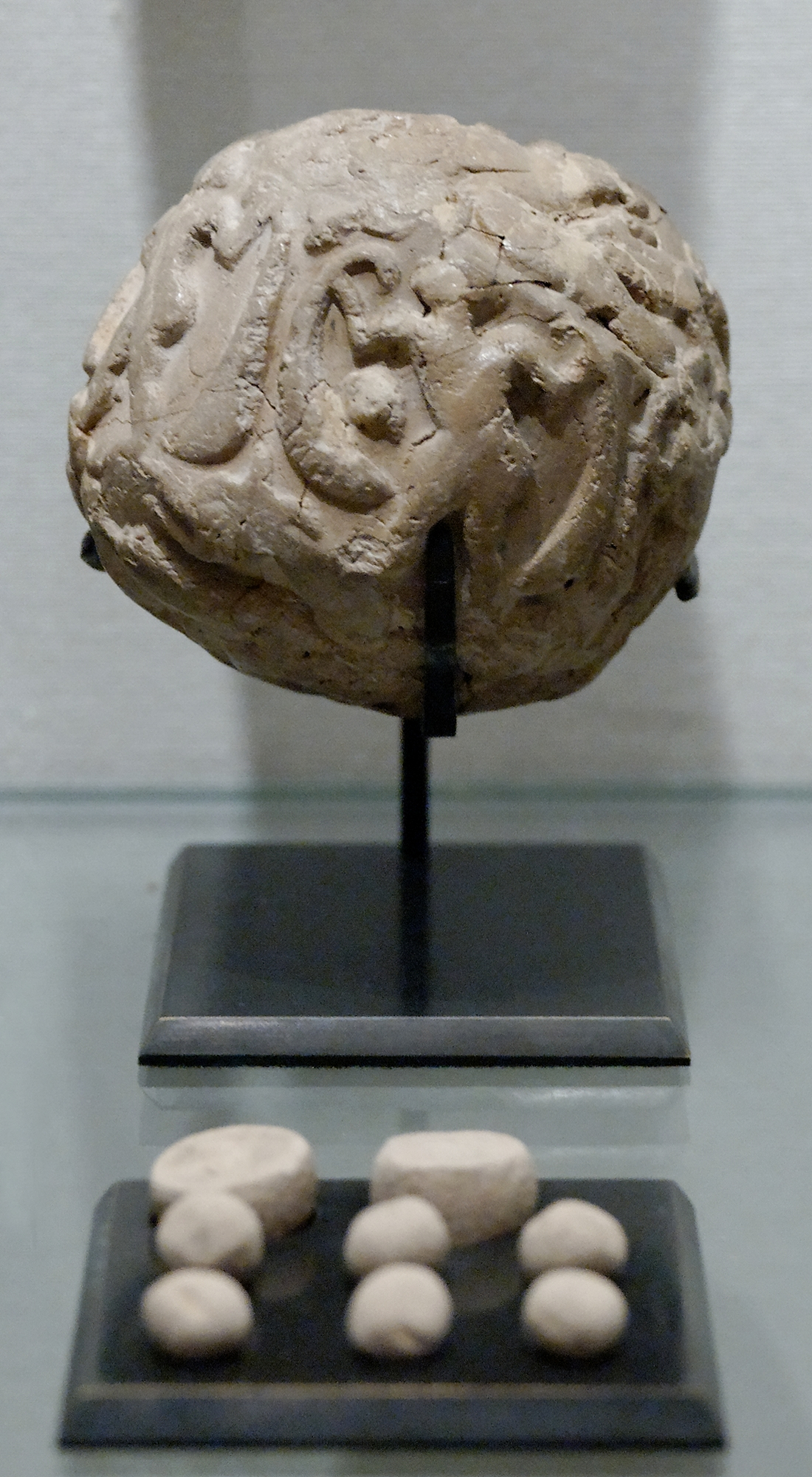
Bulle-enveloppe et ses jetons de comptabilité, période d'Uruk récent, provenant de Suse.

En Mésopotamie, en pays de Sumer, lors de la période d'Uruk (IVe millénaire av. J.-C), une bulle-enveloppe ou bulle-comptable est une sphère d'argile creuse dans laquelle on insérait des calculi et sur laquelle on comptabilisait le contenu. On la considère comme la première étape dans l'invention de l'écriture.  
Les calculi étaient initialement des bâtonnets, des petits cailloux (calculus, pluriel calculi en latin, d'où calcul) voire des objets façonnés en argile : bille, cône, imitation de coquillages. Les caractères employés étaient des pictogramme figurant ces différents calculi, obtenus par pression d'un calame verticalement (obtention d'un rond) ou de biais (obtention d'un cône). On les signait en déroulant un sceau-cylindre. 
On les utilisait pour comptabiliser des biens. Pour vérifier si ce qui était inscrit sur la bulle était exact, on cassait la bulle et on vérifiait les calculi à l'intérieur.
La bulle enveloppe permet de sécuriser le transport de marchandises, le contrat. Le transporteur que ce soit par des caravanes ou par voie fluviale ne peut pas subtiliser une partie de la marchandise sans que cela se sache.
Plus tard, la redondance est délaissée, les calculi abandonnés, la bulle écrasée en tablette : seuls subsistent les inscriptions en notation protocunéiforme qui sera stylisée en notation cunéiforme.
Enfin, au passage à la notation positionnelle sexagésimale (Assyro-babylonniens) ne subsistent des bulles que deux caractères cunéiformes (le clou et le chevron) et le matériau argile.

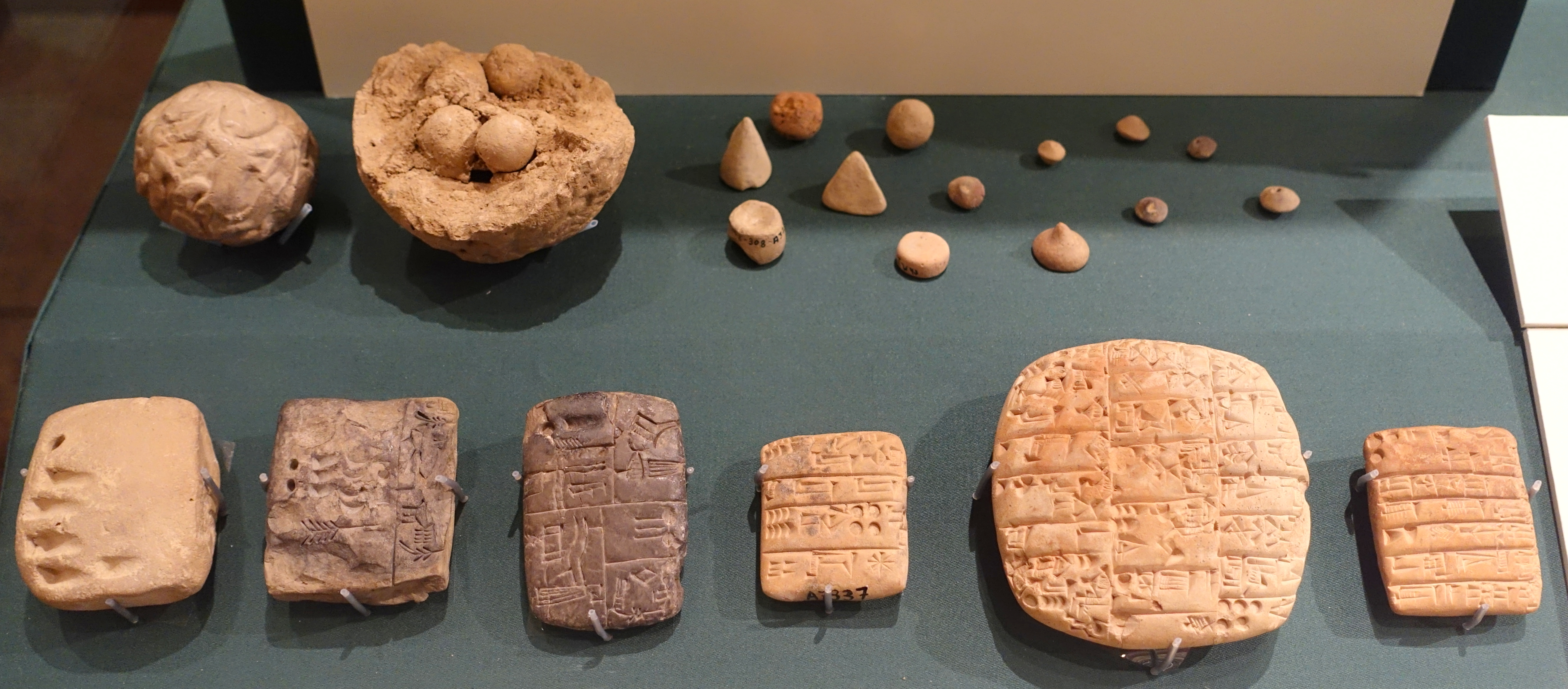
Calculi et tablette d'argile - Oriental Institute Museum, University of Chicago

## Sources
CHRISTIN Anne-Marie, De l'espace iconique à l'écriture, 2001, L'Anthropologie